# Gears Tactics
Gears Tactics é um jogo eletrônico de estratégia por turnos desenvolvido pela Splash Damage em conjunto com a The Coalition, e publicado pela Xbox Game Studios para Windows 10 no dia 28 de abril de 2020. O jogo também foi lançado ao Xbox One e Xbox Series X|S em 10 de novembro de 2020.
O jogo foi oficialmente anunciado durante a Electronic Entertainment Expo 2018 pelo diretor do estúdio The Coalition para Microsoft Windows, explicando que o jogo se passará 12 anos antes dos acontecimentos do primeiro Gears of War, além de ser focado na aventura do pai de Kait Diaz, Gabe Diaz.

## Desenvolvimento
Anunciado como um Prequel Spin-Off da franquia Gears of War, Gears Tactics é um jogo de estratégia em tempo real, similar a franquia XCOM da 2K Games, em que você tem uma visão 2.5D assimétrica, ao mesmo tempo tem execuções e cutscenes no formato tradicional, em 3D, com cenas cinematográficas, foto-realistas e focado puramente na sua trama. O jogo foi concebido em uma parceria entre a produtora de Gears, The Coalition, em colaboração com um estúdio terceiro que já trabalha ferozmente em jogos da franquia, a Splash Damage.
O jogo recebeu seu primeiro trailer completo durante o The Game Awards de 2019, apresentado por Geoff Kleighley, e foi mostrado que o jogo contém muitas personalizações de armaduras, uma campanha com mais de 50 horas, uma experiência pura e feita na raiz do Teclado e Mouse para PC, além de um pouco da sua trama.

## Lançamento
O jogo será lançado oficialmente para Windows 10 via Windows Store e Steam no dia 28 de abril de 2020, e para Xbox One no final de 2020. Essa decisão foi tomada devido ao jogo ser uma experiência desde o começo pensada aos jogadores de Microsoft Windows, com foco na estratégia em Teclado e Mouse.

## Ligações Externas
- Gears Tactics. no IMDb.